# Hr.Ms. Hefring (1880)
De Hr.Ms. Hefring was een Nederlandse rivierkanonneerboot van de Thorklasse. Het schip werd gebouwd door de Rotterdamse scheepswerf Fijenoord.Bij de Nederlandse marine hebben meerdere schepen gediend met de naam Hefring. De naam Hefring is afkomstig de Noordse mythologie, zij was een van de negen Aegirsdochters.

## De Hefring tijdens de Tweede Wereldoorlog
In de meidagen van 1940 wist het schip niet uit te wijken naar het Verenigd Koninkrijk en werd het door de eigen bemanning op het binnen-IJ tot zinken gebracht. Het wrak van de Hefring werd op 13 september 1940 gelicht. Wat er daarna met het schip is gebeurd is niet helemaal duidelijk, waarschijnlijk is het gesloopt maar het is ook mogelijk dat het gerepareerd is en in Duitse dienst is verloren gegaan.